# Christian de Portzamparc
Christian de Portzamparc (Casablanca, 5 de maio de 1944) é um arquiteto e urbanista francês. Graduou-se na École Nationale des Beaux Arts em Paris, em 1970 e desde então tem sido notado por seus projetos arrojados e seu toque artístico; seus projetos refletem uma sensibilidade com seus ambientes e a cidade é um princípio básico de seus trabalhos. Foi o vencedor do Prémio Pritzker de 1994.
É responsável pelo projeto da Cidade das Artes, localizada na Barra da Tijuca, Rio de Janeiro.